# Янош Бенедек
Янош Бенедек (угор. János Benedek, 20 листопада 1944) — угорський важкоатлет.
Бронзовий призер Олімпійських Ігор 1972 року в напівлегкій вазі, учасник 1968 року.